# Göran Folkestad
Bror Göran Folkestad, född 28 april 1952 i Stockholm, är en svensk låtskrivare, sångare och professor i musikpedagogik vid Lunds universitet, Musikhögskolan i Malmö.

## Melodifestivalen
Folkestad var med som låtskrivare i Melodifestivalen tre år under 1980-talet, varav två även som artist, med följande bidrag:
- 1984: "Sankta Cecilia", han sjöng duett med Lotta Pedersen, som senare blev känd som Lotta Engberg. Folkestad skrev musiken och Vicki Benckert texten. Låten slutade på andra plats efter bröderna Herreys.
- 1985: "Eld och lågor", Folkestad sjöng solo och skrev musiken med text av Monica Forsberg, kom på tredje plats.
- 1987: "Sommarnatt", sjöngs av Robert Wells med musik av Folkestad och text av Jan-Olov Ståhl, gick inte vidare till den andra omgången.

## Utmärkelser, ledamotskap och priser
- Ledamot av Vetenskapssocieteten i Lund (LVSL, 1999)[3]

## Diskografi

### Album
| Titel                    | Utgivningsår |
| ------------------------ | ------------ |
| Du har tänt en eld i mig | 1984         |
| Eld och lågor            | 1985         |

### Singlar
| Titel             | Utgivningsår                                  |
| ----------------- | --------------------------------------------- |
| Sankta Cecilia/Du | 1984 (A-sidan tillsammans med Lotta Pedersen) |